# Трифонов, Александр Юрьевич
Трифонов, Александр Юрьевич (8 сентября 1975, Москва) — российский художник.

## Биография
Александр Юрьевич Трифонов родился в Москве 8 сентября 1975 года. Сын писателя Юрия Кувалдина. Живописью занимается с 5 лет. Окончил Московский полиграфический институт. Работал в учебном театре ГИТИС, в Театре Российской Армии, художником-оформителем в МХТ им. А. П. Чехова, Международном театральном фестивале им. А. П. Чехова, Театре им. Н. В. Гоголя. Член Творческого союза художников России. Художник многих книг и буклетов по театру и искусству. В 2005 году в издательстве «Книжный сад» вышла книга-альбом о художнике Александре Трифонове в рубрике «Новый русский авангард».
Персональные выставки художника проходили в Российской Академии художеств, в московских галереях «А3», «На Солянке», «На Чистых прудах», «На Каширке», «Открытый клуб», в Литературном музее, в Театре на Таганке и др. Участник более 100 выставок в России, США, Франции, Хорватии, Словакии, Германии, Венгрии, Чехии, Италии, Польше.
Картины находятся в коллекциях: Музея Джерси-Сити (США), Мордовского республиканского музея изобразительных искусств им. С. Д. Эрьзи, Тольяттинского художественного музея, Объединения «Выставочные залы Москвы», галереи «Макек» (Хорватия), галереи Яна Конярека (Словакия), отеля Hyatt Regency; Александра Глезера, Юрия Любимова, Евгения Рейна, Михаила Алшибая, Аннамухамеда Зарипова; приобретены в частные коллекции в России, США, Германии, Великобритании, Италии, Бельгии, Испании, Латвии, Китае, Перу..

### Картины
Картины Александра Юрьевича находятся в коллекциях:
- Галерея «А-3»,
- галереи «Кентавр»,
- галереи «На Каширке»,
- Музея современного русского искусства в г. Джерси-Сити, штат Нью-Джерси, США (Museum of Contemporary Russian Art (англ. Museum of Russian Art)).
- Фонда социально-экономических и интеллектуальных программ (Сергея Филатова),
- МХТ им. А. П. Чехова,
- галереи «Макек» (Хорватия);
- Первого русского журнала для мужчин «Андрей»

а также, в частных коллекциях:

| - Александра Глезера, - Юрия Любимова, - Евгения Рейна, - Юрия Кувалдина, - Михаила Алшибая, | - Аннамухамеда Зарипова, - Валерия Золотухина; - приобретены в частные коллекции в России, США, Германии, Англии, Италии, Бельгии, Испании, Китае, Перу. |

Художник МХТ им. Чехова, журналов «Наша улица», «АРХИДОМ» и «ЭЛИТДОМ». В 2005 году состоялась персональная выставка в Российской академии художеств.
Выставлялся в Нью-Йорке, Париже, на Мальте, в Москве.
В апреле 2006 Александр Трифонов почтил память выдающегося композитора Дмитрия Шостаковича, устроив в честь его 100-летия выставку в Галерее «А-3» под названием «Шостакович. Болт». Выставку открыл Вице-президент Российской академии художеств, народный художник России Эдуард Дробицкий.
В 2009 прошла персональная выставка «Краеугольный камень» в галерее «На Солянке».

## Критика
По мнению искусствоведа Григория Климовицкого, Трифонов развивает традиции различных течений русского авангарда, от Казимира Малевича и Эль Лисицкого до Франсиса Пикабиа; писатель Юрий Кувалдин отмечал в картинах Трифонова «литературность», понятую позитивно, как присутствие отчётливой мысли; художник Аннамухамед Зарипов характеризовал работы Трифонова как «драматичные».

## Персональные выставки
- «Фигуративный экспрессионизм» в Ахматовском культурном центре, Москва (1996)
- «Конец идеологий» в галерее «На Каширке» (февраль 1999)
- «Постмодернизм в Отрадном» (декабрь 1999)
- «Любовь к бутылке» в Галерее «А-3» (январь 2000)
- «Наша улица» в галерее «На Каширке» (октябрь 2001)
- «Ботлфлай» в Галерее «А-3» (март 2002)
- «Новый век» в галерее «Кентавр» (май 2003) + скульптор Д.Тугаринов
- «Болеро» в Галерее «А-3» (август 2003)
- «На сцене вечности» в Российской академии художеств (сентябрь 2005)
- «Шостакович. Болт» в Галерее «А-3» (апрель 2006)
- Выставка в Театре на Таганке — юбилей Юрия Кувалдина (19 ноября 2006)
- «Наша улица-100» в Литературном музее (март 2008)
- «Краеугольный камень» в галерее «На Солянке» (июнь-июль 2009)
- «Окно» в галерее «На Чистых прудах» (январь-февраль 2012)
- «Окна» совместно с Милошем Прекопом в галерее Aircraft, Братислава (2014)
- «Параллели» в галерее «Открытый клуб», Москва (2015) Открытый клуб.
- «От Брейгеля до Трифонова» в галерее «Открытый клуб», Москва (2018)
- «Рецептуализм в Сочи». Сочинский художественный музей им. Д.Жилинского (декабрь-январь 2024-2025)
- «Александр Трифонов. В своем стиле» в галерее «На Чистых прудах» (февраль-март 2025)
- «Александр Трифонов. В пространстве литературы» в галерее «Китай-город», Гостиный двор (февраль-март 2025)

## Избранные коллективные выставки
- «Молодая Россия» в Москве и Нью-Йорке (1997)
- «Антисоветская выставка, посвященная 80-летию Великого Октября» в Московском Доме скульптора (недоступная ссылка) (ноябрь 1997)
- Аукцион DROUOT-RICHELIEU в Париже (1997)
- «Современная Россия» Джерси-Сити /США/ (1998)
- «Современный русский авангард 1958—1998» Н. Новгород (1998)
- «INTERNATIONAL ART BIENNALE MALTA» на Мальте (2003)
- «Ре-Цепт Триумвират Снегур-Копачёв-Трифонов» галерея А3 (28 декабря 2006)
- «Три звезды в галерее А3 Снегур-Копачёв-Трифонов» галерея А3 (25 декабря 2007)
- Выставка, посвященная 130-летию Казимира Малевича. Немчиновка. (февраль 2008)
- «Несерьёзный юбилей» в галерее А3 (декабрь-январь 2008—2009)
- «Небесные дела» в галерее А3 (октябрь 2009)
- В галерее «Макек» Загреб, Хорватия (лето 2010)
- «Оммаж» в галерее А3 (октябрь 2010)
- «Взгляд в будущее» Братислава, Нитра, Словакия (октябрь 2010)
- «Творческие среды» ЦДХ (ноябрь 2010)
- «Слава Труду» в галерее А3 (май 2011)
- «PEOPLE-metr» Чехия, Словакия, Венгрия, Польша (2011)
- "Апология пространства ", «Элементы грядущего», «Степень должной новизны» в галерее А3 (2011—2012)
- Артколония на острове Раб (Хорватия 2012)
- «Время странствий. Восток-Запад» в ЦДХ (2012)
- «Кладенский салон» Кладно (Чехия 2012)
- «Белое+Синие+Красное» Трнава, Братислава (Словакия 2011/12) Острава (Чехия 2013)
- «PEOPLE-metr-2013» Чехия, Польша, Венгрия (2013)
- «Bijela. Plava. Crvena» галерея Milotić. Пула (Хорватия, 2014)
- Выставка «20 лет спустя» ЦДХ (2014)
- «Иная реальность» ЦДХ (2015)
- «Параллели» в галерее «Открытый клуб», Москва (2015) Открытый клуб.
- «От Авангарда до Авангарда. Структурированное искусство конца ХХ — начала XXI» в Мордовском музее изобразительных искусств им. С. Д. Эрьзи. Саранск (2015) и в Тольяттинском художественном музее. Тольятти (2016)
- «Красное и черное» в галерее «На Каширке» (2016)
- Выставка «Iná krajina» Западнословенский музей, Трнава; Житноостровский музей, Дунайска-Стреда. (Словакия, 2016)
- Выставка «ЦветоАзбука от А до Я». ЦДХ (2016—2017)
- «МЕТРО» в галерее «Открытый клуб», Москва (2018)
- Выставка «Aranykert — Zlatá záhrada» в Западнословенском музее и в галерее KMG. (Словакия, 2018)
- «МОСКВА» в галерее «Открытый клуб», Москва (2018)
- «Незамкнутый круг» в Музее изобразительных искусств им. С. Д. Эрьзи. Саранск (2018)
- Выставка «Время Рок-н-Ролла». Москва, ЦДХ (2019)
- Выставка «Москва-Ленинград-Санкт-Петербург». Выставочный зал Тушино, Москва (2019)
- Музей Ар Деко. Выставка «Этой зимой», Москва (2019-20)
- Центр дизайна Artplay. «Лабиринты наива». (2020)
- «Маленькие трагедии» в галерее «Открытый клуб», Москва (2022)
- «Артвизит, Москва-Петербург» (Санкт-Петербург, IFA, Невский проспект, 60)